# Bernd Schneider (piloto)
Bernd Schneider (Sankt Ingbert, Alemania; 20 de julio de 1964) es un piloto de automovilismo de velocidad alemán. Fue cinco veces campeón del DTM en 1995, 1997, 2000, 2001, 2003 y 2006, y subcampeón en 1996 y 2002, ostentando también el récord de victorias con 43. Además, fue campeón del Campeonato FIA GT en 1997 y subcampeón en 1998, logrando 11 victorias también para la marca de automóviles alemana Mercedes-Benz. Por otra parte, Schneider venció en las 24 Horas de Spa de 1989 y 2013, las 24 Horas de Nürburgring de 2013 y las 12 Horas de Bathurst de 2013, entre otras carreras de resistencia.
Desde 1988 hasta 1990 corrió en Fórmula 1 para los equipos Zakspeed y Arrows, quedando fuera de la clasificación en la mayoría de las carreras.

## Trayectoria

### Primeros años
Bernd Schneider empezó en el karting en una edad temprana. Después de varios años, ganó el Campeonato Alemán de Karting en 1980. En 1982 ganó el Campeonato Europeo de Karting y un año después, el Campeonato Africano de Karting.

### Monoplazas
En los siguientes años, participó en la Fórmula Ford de Alemania y de otros lugares de Europa. En 1986 se unió a la Fórmula 3 Alemana, siendo campeón el año siguiente. Estos resultados no tardaron a llamar la atención de Erich Zakowski, quién le ofreció un contrato para correr con el equipo Zakspeed de Fórmula 1 durante las temporadas 1988 y 1990. Las pocas prestaciones del coche solo le permitieron clasificarse para 8 carreras y en 1990 decidió correr con Arrows, pero solo apareció en dos carreras, clasificando en una. Durante el último año también participó en las 24 Horas de Le Mans con Joest Porsche Racing.

### DTM
En 1992, Schneider se fue al DTM (el campeonato alemán de turismos) pilotando para Mercedes-AMG. Finalizó tercero en 1992 y 1993, ganó el título en 1995. En International Touring Car Championship ganó en 1995 y fue subcampeón en 1996.

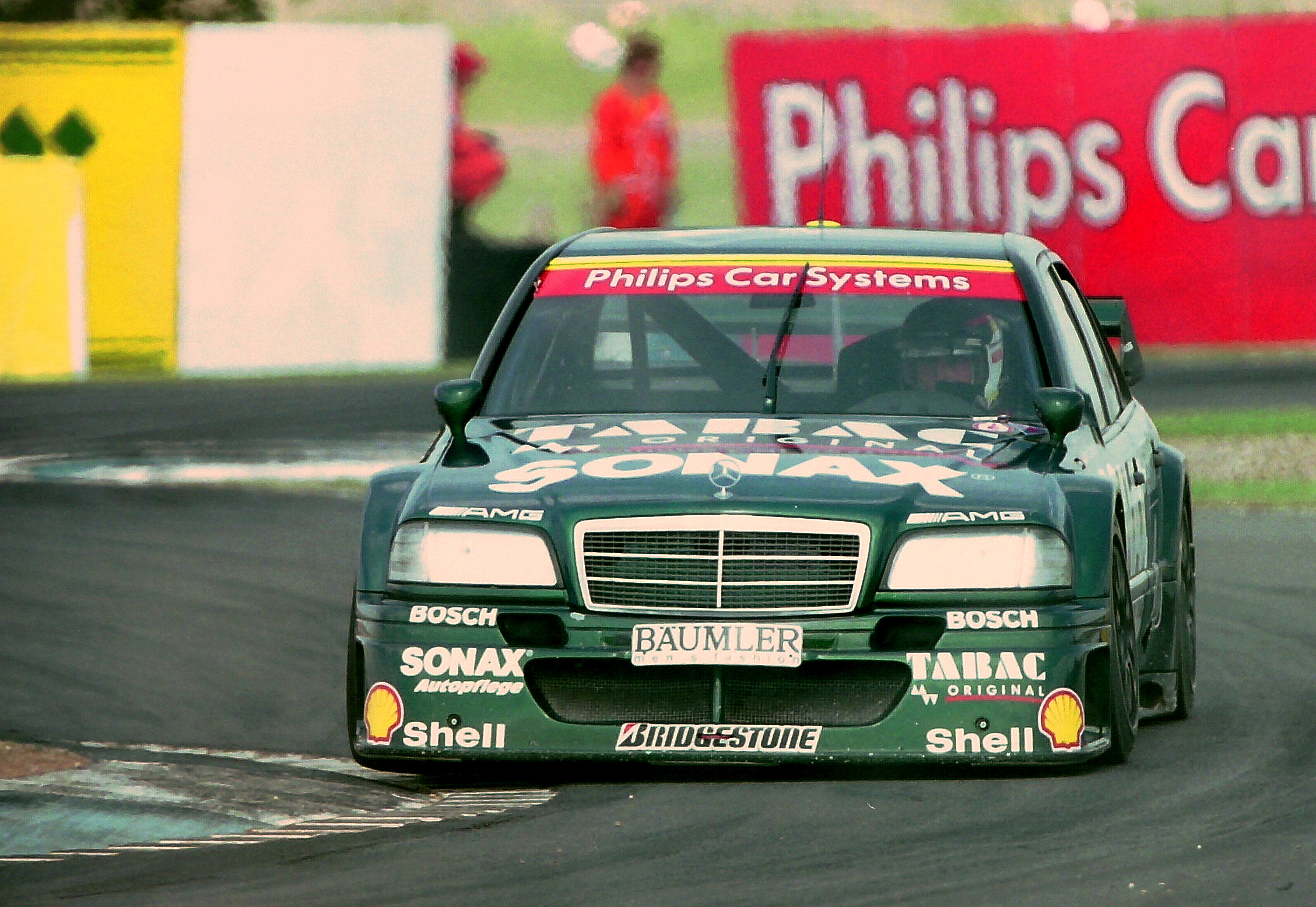
Bernd Schneider en 1994.

Durante los años de ausencia del DTM, Bernd Schneider corrió en el Campeonato FIA GT para Mercedes-Benz. En 1997 obtuvo el título con el Mercedes-Benz CLK GTR, al cumular seis victorias y dos segundos puestos en 11 carreras. En 1998, pese a ganar cinco carreras de diez, perdió el título. Durante 1998 y 1999 también disputó las 24 Horas de Le Mans con Mercedes-Benz, abandonando en ambas oportunidades.
El DTM volvió en el año 2000. Schneider ganó el título ese año frente a Manuel Reuter con un Mercedes-Benz Clase CLK del equipo oficial HWA, con un saldo de seis victorias y 12 podios en 16 carreras. En 2001 defendió el título con comodidad ante Uwe Alzen, al triunfar en tres fechas y subir al podio en nueve de diez.
Schneider consiguió dos victorias y ocho podios en diez fechas del DTM 2002, pero Laurent Aïello lo relegó al subcampeonato al triunfar en cuatro fechas. En las diez carreras de 2003, el piloto consiguió dos victorias y siete podios. De ese modo, superó el puntaje de Christijan Albers y volvió a coronarse campeón.

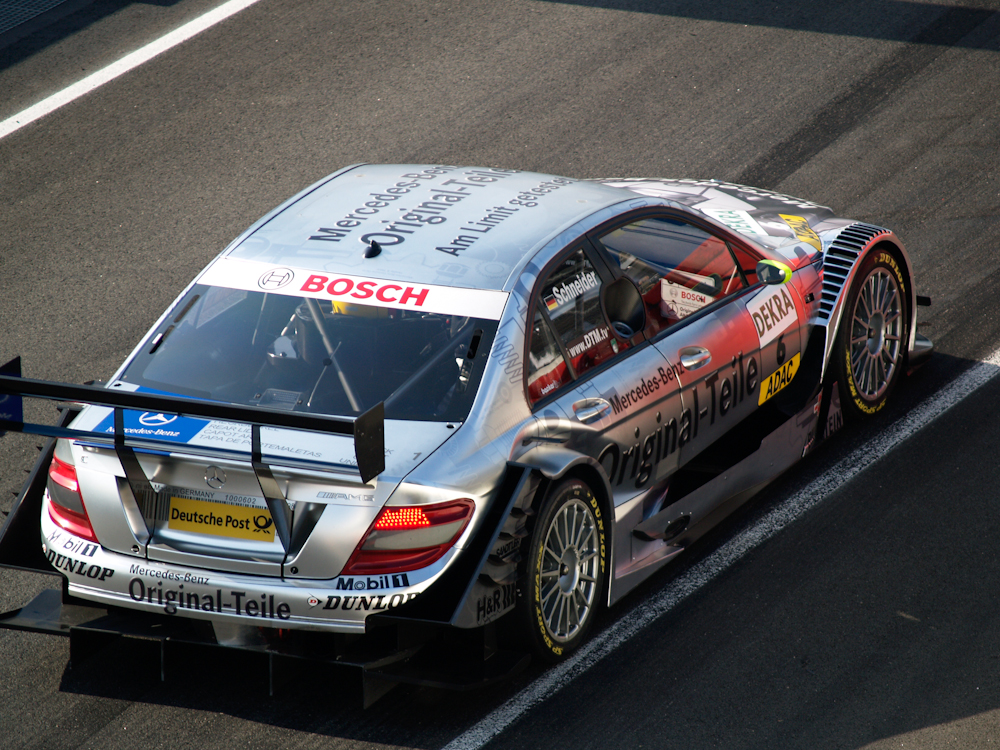
Bernd Schneider en 2008.

A la edad de 40 años, el piloto consiguió una victoria y cinco podios en las 11 carreras de 2004, ahora al volante del Mercedes-Benz Clase C, lo que lo colocó sexto en el campeonato. En 2005, cosechó apenas una victoria, dos tercero puestos y seis resultados puntuables en 11 carreras. Eso le valió la cuarta colocación del campeonato, aunque a gran distancia de los primeros clasificados.
En su séptimo año consecutivo como piloto de HWA, Schneider acumuló en 2006 dos victorias, cuatro segundos puestos y un tercero en las diez carreras del DTM 2006. Así, batió a Bruno Spengler y Tom Kristensen, para obtener su quinto título en el DTM. En 2007 obtuvo una victoria, un segundo puesto y siete resultados puntuables, por lo cual quedó sexto en el clasificador final. En 2008 consiguió una victoria, un tercer puesto y ocho arribos en zona de puntos, por lo cual repitió el sexto lugar final.
El 21 de octubre de 2008, Schneider anunció su retirada de la competición al finalizar ese mismo año.

### Carreras de resistencia
En 2010, Schneider volvió a competir como piloto de Mercedes-Benz en el Campeonato de Nürburgring de Resistencia de la VLN, desarrollando el Mercedes-Benz SLS AMG de la clase GT3. En 2011 corrió la Malaysia Merdeka Endurance Race (tercero) y las 24 Horas de Nürburgring (sexto en la clase SP 3T).
En 2012, el piloto corrió para Mercedes-Benz en las 12 Horas de Bathurst, las 24 Horas de Dubái (segundo), las 24 Horas de Nürburgring, una fecha de la Blancpain Endurance Series y el City Challenge Baku, además de la VLN. En 2013 disputó nuevamente las 12 Horas de Bathurst, las 24 Horas de Dubái, y las 24 Horas de Nürburgring (victoria), triunfando en las tres con un Mercedes-Benz SLS AMG. También fue subcampeón en la Blancpain Endurance Series con el mismo automóvil, venciendo en las 24 Horas de Spa. Por último, triunfó con Mercedes-Benz en las 12 Horas del Golfo.

## Vida privada
Schneider vive en Montecarlo con su compañera sentimental Svenja y su hija Lilly-Sophie. Él también tiene dos hijos más, Lisa-Marie y Luca Maximilian, con su exmujer Nicole Bierhoff, hermana del exfutobolista Oliver Bierhoff.

## Resultados

### Fórmula 1
(Clave) (negrita indica pole position) (cursiva indica vuelta rápida)

| Año     | Escudería              | 1       | 2        | 3        | 4        | 5        | 6        | 7        | 8        | 9        | 10       | 11       | 12       | 13       | 14       | 15      | 16       | Pos. | Puntos |
| ------- | ---------------------- | ------- | -------- | -------- | -------- | -------- | -------- | -------- | -------- | -------- | -------- | -------- | -------- | -------- | -------- | ------- | -------- | ---- | ------ |
| 1988    | West Zakspeed Racing   | BRA DNQ | SMR DNQ  | MON DNQ  | MEX Ret  | CAN DNQ  | USE DNQ  | FRA Ret  | GBR DNQ  | GER 12   | HUN DNQ  | BEL 13   | ITA Ret  | POR DNQ  | ESP DNQ  | JPN Ret | AUS DNQ  | NC   | 0      |
| 1989    | West Zakspeed Racing   | BRA Ret | SMR DNPQ | MON DNPQ | MEX DNPQ | USA DNPQ | CAN DNPQ | FRA DNPQ | GBR DNPQ | GER DNPQ | HUN DNPQ | BEL DNPQ | ITA DNPQ | POR DNPQ | ESP DNPQ | JPN Ret | AUS DNPQ | NC   | 0      |
| 1990    | Footwork Arrows Racing | USA 12  | BRA      | SMR      | MON      | CAN      | MEX      | FRA      | GBR      | GER      | HUN      | BEL      | ITA      | POR      | ESP DNQ  | JPN     | AUS      | NC   | 0      |
| Fuente: |                        |         |          |          |          |          |          |          |          |          |          |          |          |          |          |         |          |      |        |